# Чепура тихоокеанська
Чепура тихоокеанська (Egretta sacra) — вид птахів родини чаплевих (Ardeidae). Мешкає в Океанії, Східній та Південно-Східній Азії.

## Опис
Тихоокеанські чепури — птахи середнього розміру, які досягають довжини 57-66 см. Їх середня вага становить 400 г, а розмах крил — 90-110 см. Забарвлення тихоокеанських чепур існує у двох морфах: одні птахи мають повністю біле забарвлення (світла морфа), а інші  — темно-сіре забарвлення (темна морфа). Молоді птахи мають тьмяне, коричнювате забарвлення.
У тихоокеанських чепур лапи дуже короткі, жовті. У темних птахів на горлі і підборідді є біла смуга. Дзьоб коричневий, очі золотисто-жовті.

## Підвиди
Виділяють два підвиди:
- E. s. sacra (Gmelin, JF, 1789) — більша частина ареалу;
- E. s. albolineata (Gray, GR, 1859) — Нова Каледонія і острови Луайоте.

## Поширення і екологія
Тихоокеанські чепури зустрічаються по всій Південно-Східній і Східній Азії (від Бангладеш до Японії, Філіппін та Індонезії). Мешкають в Австралії, на Новій Гвінеї та на островах Мікронезії. Також тихоокеанські чепури зустрічаються на заході Полінезії, зокрема у Фіджі, Французькій Полінезії і Тонзі, однак не гніздяться на Ніуе. Нещодавно птах почав гніздитися на фіджійському острові Ротума.
Нова Зеландія лежить на південній межі поширення виду. У цій країні тихоокеанські чепури є досить рідкісними й найчастіше зустрічаються в регіоні Нортленд.
Тихоокеанські чепури живуть на узбережжях, в мангрових заростях, в гирлах рік з солонуватою і солоною водою, на коралових рифах і на пляжах.

## Поведінка
Тихоокеанські чепури живляться різноманітною океанічною рибою, ракоподібними, молюсками і червами. Розмножуються впродовж всього року, можуть утворювати колонії. В кладці 2-3 зеленувато-блакитних яйця. Інкубаційний період триває 23 дні. Пташенята залишаються під батьківською опікою протягом п'яти тижнів.

## Збереження
В Новій Зеландії тихоокеанська чепура класифікована як вид, що знаходиться під загрозою зникнення.

## Галерея

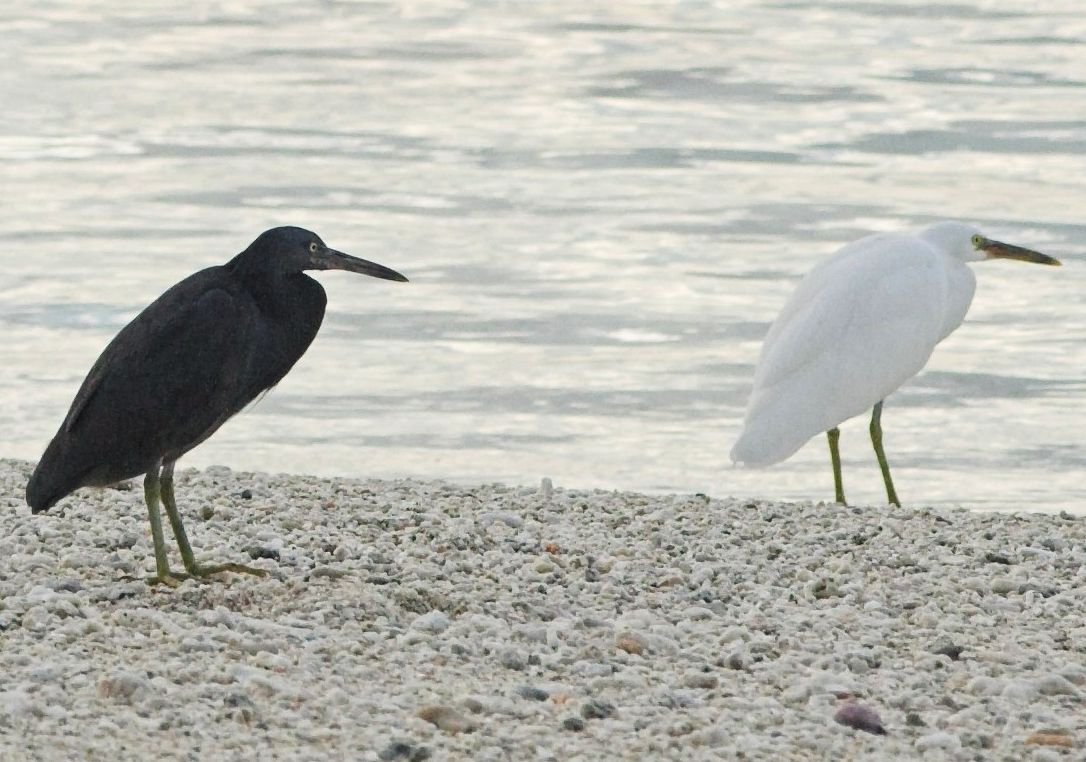
Тихоокеанські чепури світлої і темної морфи
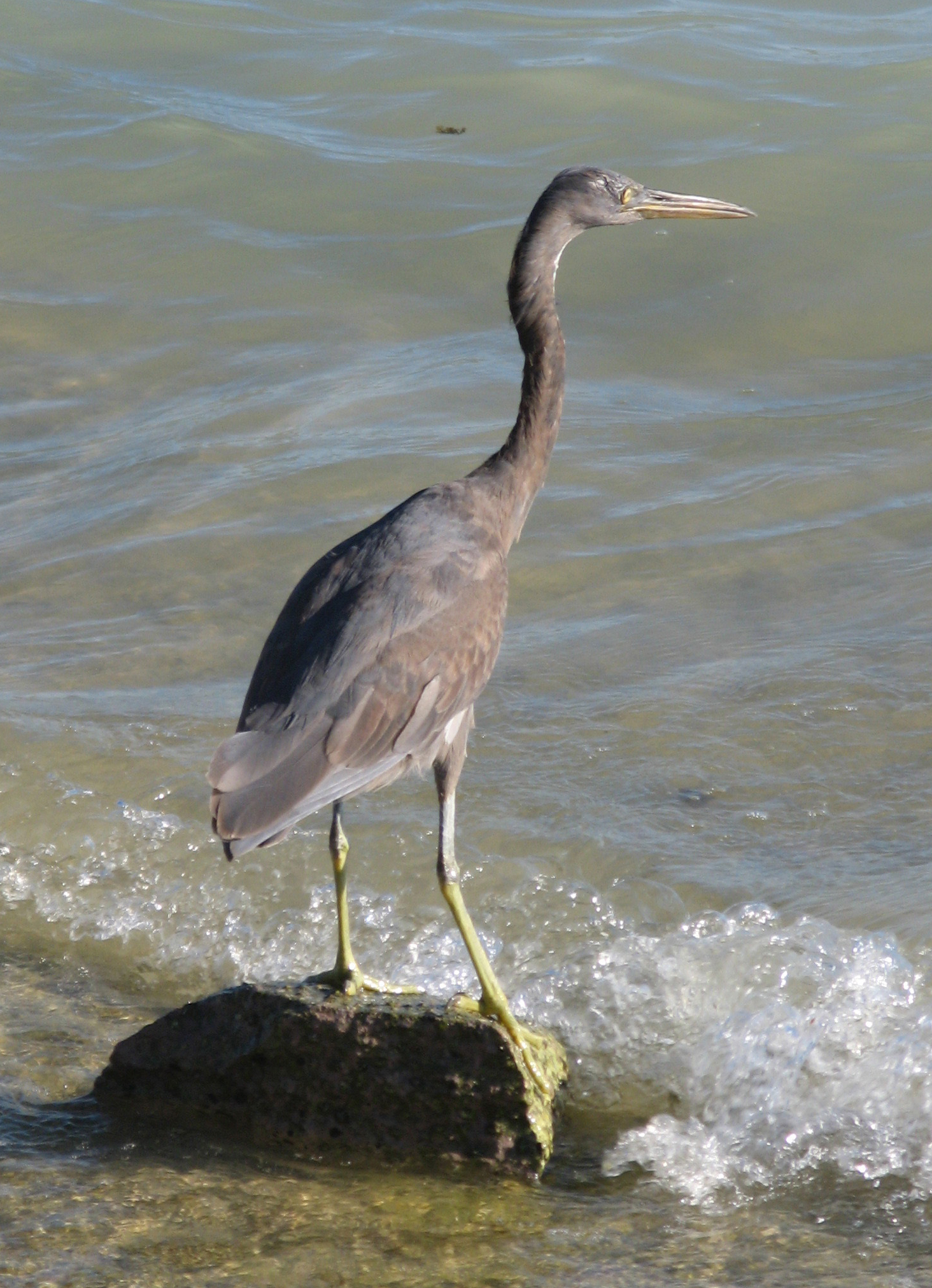
Молодий птах темної морфи
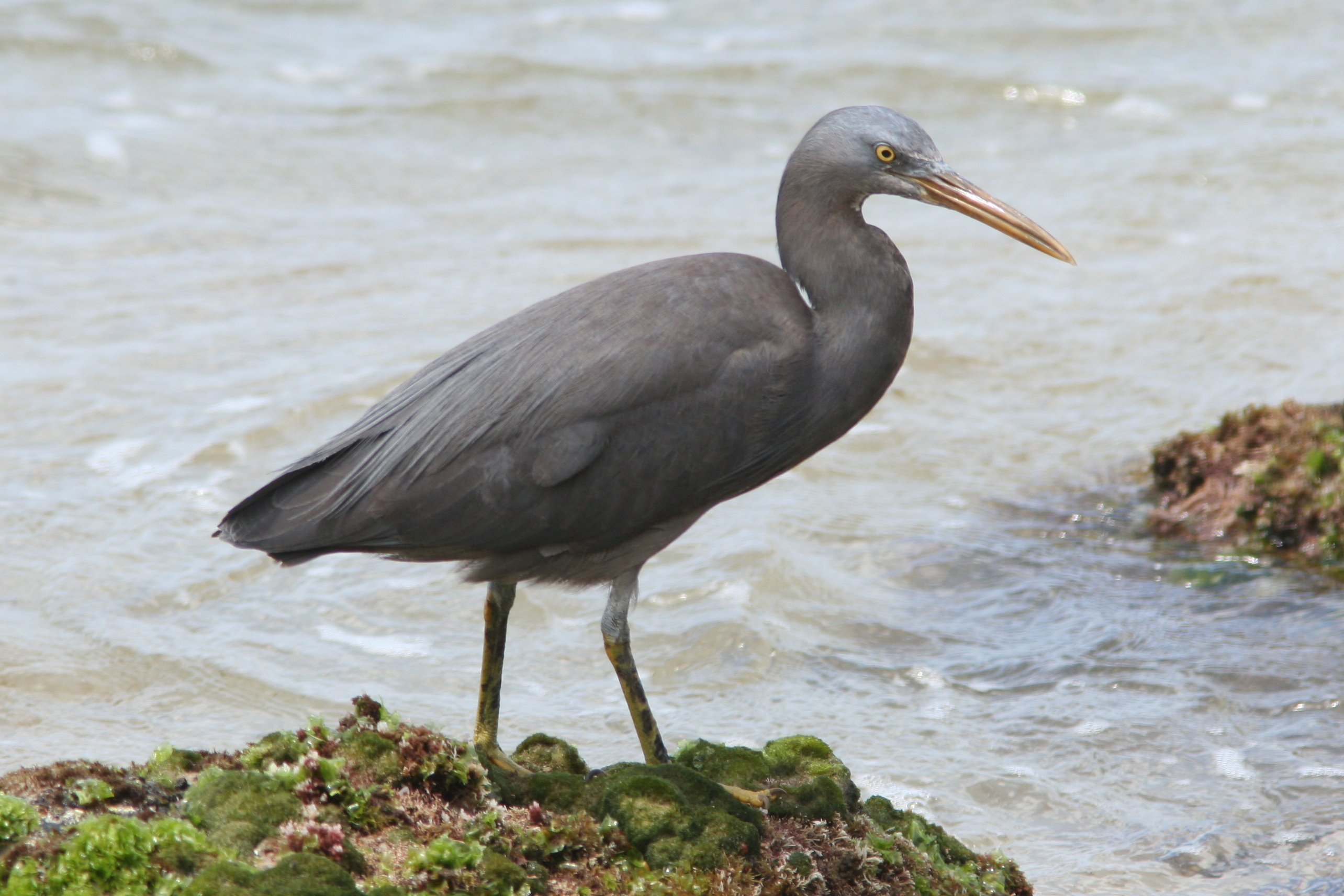
Птах темної морфи
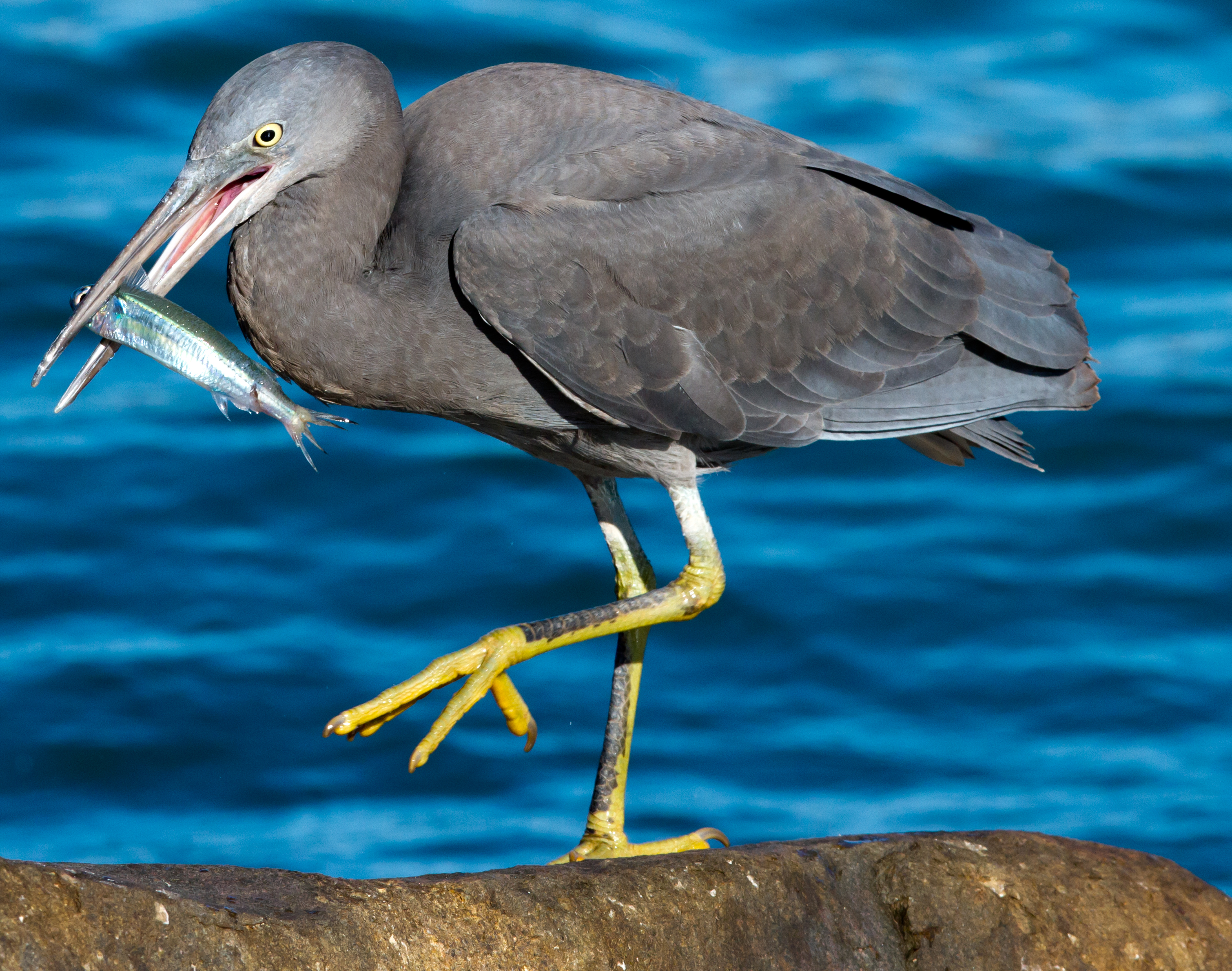
Тихоокеанська чепура з рибою